# Pochłaniacz (element maski filtracyjnej)

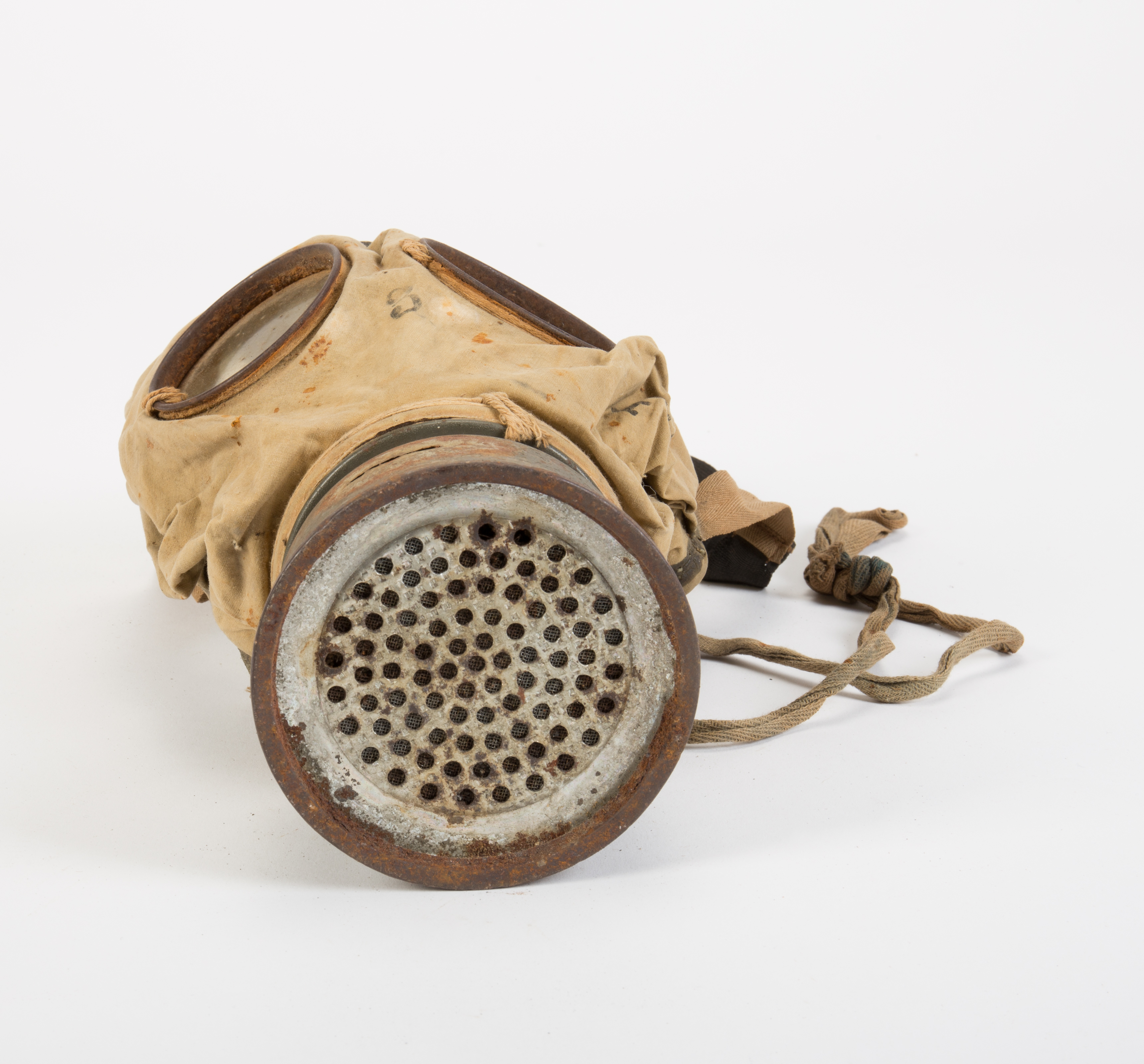
Pochłaniacz niemieckiej maski przeciwgazowej z okresu I wojny światowej

Pochłaniacz – część maski filtracyjnej (przeciwgazowej) służąca do oczyszczania wdychanego powietrza z substancji trujących, promieniotwórczych i biologicznych. Składa się z warstw sorbentów (zobacz: węgiel aktywny, hopkalit) i filtra przeciwdymnego (filtropochłaniacz).

## Pochłaniacze dwutlenku węgla
Pochłaniacze dwutlenku węgla są częścią tlenowych aparatów izolujących o obiegu zamkniętym. Ich zadaniem jest usuwanie z wydychanego powietrza dwutlenku węgla oraz częściowo wilgoci. Produkowane są w różnych rozmiarach, zależnie od czasu ochronnego działania. Wyróżnić można pochłaniacze sodowe, wypełnione sodową masą chłonną (np. wodorotlenek sodu), lub wapniowe, wypełnione wapnem sodowanym.
Reakcja pochłaniania dwutlenku węgla w pochłaniaczu sodowym przebiega następująco:
2NaOH + CO
2  →  Na
2CO
3 + H
2O
Reakcja ta jest egzotermiczna, powoduje to nagrzewanie się czynnika oddechowego oraz korpusu pochłaniacza.

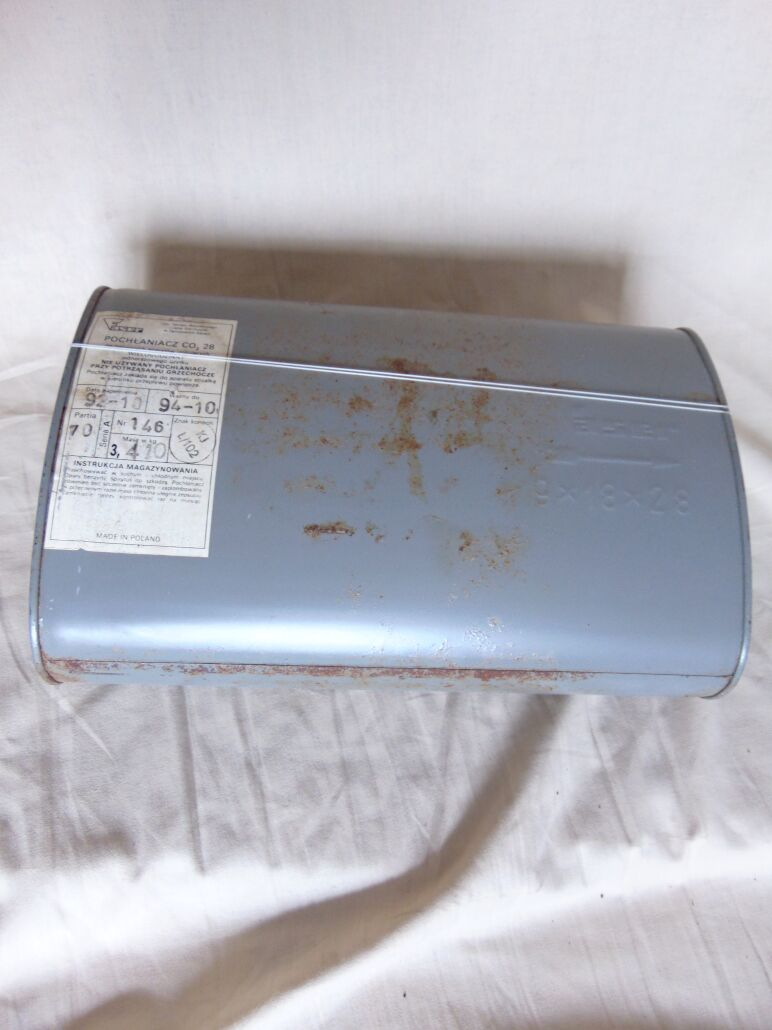
Pochłaniacz CO2 wyprodukowany przez FASER

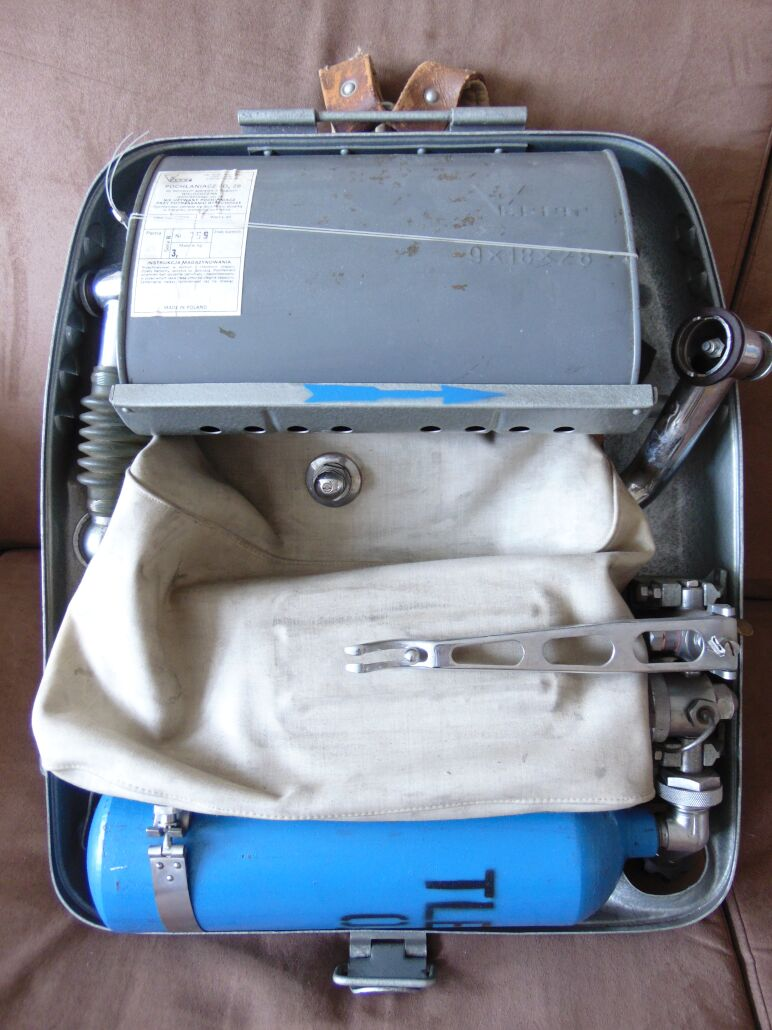
Pochłaniacz CO2 zamontowany w aparacie tlenowym roboczym W-63P

## Pochłaniacze tlenku węgla
Pochłaniacze wypełnione węglem aktywnym nie chronią skutecznie przed tlenkiem węgla. Do ochrony przed tym gazem używa się specjalnych pochłaniaczy wypełnionych katalizatorem. Przykładową masą używaną w tym celu jest hopkalit składający się z tlenków manganu i tlenków miedzi. W warstwie hopkalitu dochodzi do heterogenicznej katalizy, w której uczestniczą katalizator w postaci ciała stałego oraz substancje reagujące w postaci gazu. Tlenek węgla(II) utleniony zostaje do tlenku węgla(IV) (dwutlenku węgla) z pomocą tlenu z wdychanego powietrza.
Do poprawnego działania hopkalitu konieczne jest osuszenie wdychanego powietrza - hopkalit pod wpływem wilgoci ulega tzw. zatruciu, co znacznie obniża jego zdolności katalityczne. Za osuszanie powietrza odpowiedzialna jest warstwa osuszacza składająca się np. z żelu krzemionkowego (silikażelu) lub chlorku wapnia.
Reakcja katalitycznego utleniania tlenku węgla jest reakcją egzotermiczną - w czasie pracy pochłaniacz nagrzewa się. Dopuszcza się wielokrotnego użycia pochłaniacza po ostudzeniu. Czynnikiem określającym koniec przydatności pochłaniacza jest przyrost masy.